# Andrea Gioannetti
Andrea Gioannetti, né Melchiorre Benedetto Lucidoro Giovannetti, (né le 6 janvier 1722 à Bologne et mort le 8 avril 1800 à Bologne) est un cardinal italien du XVIIIe siècle. Il est membre de l'ordre des camaldules.

## Biographie
Andrea Gioannetti est théologien de l'archevêque de Ravenne, doyen permanent de son ordre à Romandiola, abbé de l'abbaye de Classe et de S. Gregorio al Monte Celio à Rome.
Il est élu évêque titulaire d'Hemeria (de) et administrateur apostolique de Bologne en 1776. En 1777 il est promu archevêque de Bologne.
Le pape Pie VI le crée cardinal in pectore lors du consistoire du 23 juin 1777. Sa  création est publiée le 15 décembre 1777.
En 1780, le cardinal Andrea Gioannetti, avec d'autres personnalités bolognaises, participe à l'achat, à Venise, de la collection d'instruments scientifiques rassemblée par Lord John Cooper dans son cabinet de physique. Cette acqusition constitua, à Bologne, le noyau du Musée d'histoire naturelle de l'Institut des Sciences. 
Le cardinal Gioannetti participe au conclave de 1799-1800, lors duquel Pie VII est élu pape.

### Source
- Fiche du cardinal sur le site de la FIU